# 朝日大学
朝日大学（あさひだいがく、英語: Asahi University）は、岐阜県瑞穂市穂積1851に本部を置く日本の私立大学。1971年創立、1971年大学設置。大学の略称は朝日（あさひ）、朝日大（あさひだい）。

## 概要
明海大学創立者でもある実業家で医学博士の宮田慶三郎によって1971年に岐阜歯科大学として設置されたことを起源とする総合大学。
1985年に歯学部の他に経営学部を開設したことにより、大学の名称を朝日大学に変更した後、法学部、保健医療学部を開設。
他に大学院や付属専門学校、キャンパス内外に付属病院等がある。
ネットワーク大学コンソーシアム岐阜(GUC)に加盟。

## 建学の精神
社会性、創造性、人間的知性の確立
国際未来社会を切り開く社会性と創造性、そして人類普遍の人間的知性に富む人間を育成する。

## 沿革
- 1971年 - 岐阜歯科大学として設立（歯学部）
- 1973年 - 岐阜歯科大学附属歯科衛生士学校開設。岐阜市内にある村上外科病院が大学に寄附され岐阜歯科大学附属村上記念病院となる。ニューヨーク州立大学バッファロー校歯学部（アメリカ）と姉妹校協定を締結。
- 1977年 -附属歯科衛生士学校が専修学校として認可 附属歯科衛生士学校の名称を附属歯科衛生士専門学校に改める 大学院歯学研究科開設（歯学専攻、博士課程）。
- 1979年 - 岐阜歯科大学歯科臨床研究所附属PDI歯科診療所開設（岐阜市）。
- 1982年 - オカンポ記念大学歯学部（フィリピン）, 中山医学大学（台湾）と姉妹校協定を締結。
- 1984年 - 附属村上記念病院を現在地に新築移転 北京大学口腔医学院と姉妹校協定を締結。
- 1985年 - 岐阜歯科大学を朝日大学に改名、経営学部経営学科開設、 岐阜歯科大学附属歯科衛生士専門学校を朝日大学歯科衛生士専門学校に改名。岐阜歯科大学附属附属村上記念病院を朝日大学歯学部附属村上記念病院と改称。
- 1987年 - 法学部法学科開設。
- 1988年 - 明海大学と姉妹校協定を締結。
- 1989年 - 経営学部経営学科及び法学部法学科に教職課程（正規の課程・聴講生の課程）を併設。
- 1990年 - フンボルト大学歯学部（ドイツ）と学術文化協力協定を締結。
- 1991年 - 経営学部情報管理学科（現経営情報学科）開設 同学科に教職課程（正規の課程・聴講生の課程）を併設。
- 1992年 - 大学院法学研究科開設（法学専攻、博士前期（修士）課程）同研究科に教職課程を併設 カリフォルニア大学ロサンゼルス校歯学部（アメリカ）と文化学術交流協定を締結。
- 1993年 - メキシコ州立自治大学（メキシコ）と姉妹校協定を締結。
- 1994年 - 大学院法学研究科博士後期（博士）課程開設。
- 1995年 - 大学院経営学研究科開設（情報管理学専攻、博士前期（修士）課程）同研究科に教職課程を併設。
- 1997年 - 大学院経営学研究科博士後期（博士）課程開設　朝日大学名古屋サテライトを開設（名古屋市中区丸の内・朝日丸の内ビル内）基礎教育センター（旧教養部）を設置 ケベック大学モントリオール校（カナダ）と一般合意協定を締結。
- 2001年 - 留学生別科・日本語研修課程開設 第四軍医大学（中国）と姉妹校協定を締結。
- 2002年 - 経営学部ビジネス企画学科開設 同学科に教職課程（正規の課程・聴講生の課程）を併設 朝日大学体育会発足。
- 2006年 - トゥルク大学歯学部（フィンランド）と文化学術交流協定を締結。
- 2007年 - 朝日大学歯科臨床研究所附属歯科診療所を朝日大学附属病院に統合。朝日大学歯学部附属病院PDI岐阜歯科診療所に改称 朝日大学歯学部附属病院PDI岐阜歯科診療所を新築移転。
- 2008年 - シエナ大学歯学部（イタリア）と交流協定を締結。
- 2011年 - 基礎教育センターを廃止。
- 2012年 - 経営学部情報管理学科の名称を経営学部経営情報学科に改める。
- 2014年 - 保健医療学部看護学科を開設。
- 2017年 - 保健医療学部健康スポーツ科学科を開設。
- 2018年 - いちい信用金庫との産学連携に関する協定を締結。朝日大学歯学部附属村上記念病院を朝日大学病院と改称。
- 2019年 - 大学院法学研究科博士後期課程（法学専攻）を廃止。
- 2021年 - 経営学部ビジネス企画学科を廃止[1]。
- 2025年 - 保健医療学部に救急救命学科開設。

## 学部
- 法学部
  - 法学科
- 経営学部
  - 経営学科
- 歯学部
  - 歯学科
- 保健医療学部
  - 看護学科
  - 健康スポーツ科学科
  - 救急救命学科

## 別科
- 留学生別科
  - 日本語研修課程

## 大学院
- 歯学研究科
  - 歯学専攻（博士課程）
- 経営学研究科
  - 経営学専攻（修士課程）
- 法学研究科
  - 法学専攻（修士課程）

## 部活動

### 朝日大学体育会所属クラブ
- 硬式野球部
- ラグビーフットボール部
- バレーボール部
- 相撲部
- 卓球部
- フェンシング部
- 剣道部
- ホッケー部
- 硬式庭球部
- 自転車競技部
- ハンドボール部
- 会計研究部
- 吹奏楽部
- 新体操部
- ゴルフ部

### 学友会所属クラブ・サークル

#### 体育部
- 準硬式野球部
- スキー部
- 日本拳法部
- バスケットボール部
- バドミントン部
- ボクシング部
- 歯学部アメリカンフットボール部
- 歯学部硬式野球部
- 歯学部女子バレーボール部
- 歯学部バレーボール部
- 歯学部ボウリング部
- 歯学部ラグビー部

など24団体

#### 文化部
- 異文化コミュニケーション部
- 軽音楽・グリー部
- 茶道部
- 司法研究会
- 社会歯科医療研究会
- 写真部
- 吹奏楽部
- 美術部
- 漫画研究会

#### 同好会・サークル
- フットサル同好会
- 歯学部フットサル同好会
- ダンスサークル

など約15団体

## 所在地
- 穂積キャンパス（本部）：岐阜県瑞穂市穂積1851
- 都通グラウンド : 岐阜県岐阜市都通5-15
- 名古屋サテライト : 名古屋市中区丸の内 朝日丸の内ビル(現在は穂積キャンパスに統合)
- 東京本部： 東京都渋谷区代々木1丁目38-2ミヤタビル

## 附属機関

### 医療機関
学生は下記の医療機関で健康相談、診察、治療を受けることができ、さらに保険診療の自己負担分が全額補助される。
- 朝日大学医科歯科医療センター（岐阜県瑞穂市：キャンパス内）
- 朝日大学病院（岐阜県岐阜市橋本町：JR岐阜駅西）
- 朝日大学PDI岐阜歯科診療所（岐阜県岐阜市都通）

### その他の付属機関
- 健康管理センター
- 教職課程センター
- 情報教育研究センター
- 留学生別科
- English Language Salon
- 法制研究所
- 産業情報研究所
- マーケティング研究所
- 口腔科学共同研究所

## 姉妹校
- 明海大学

## 対外関係・国際交流
旧岐阜歯科大学時代より多くの大学と姉妹提携・協力提携を締結し学術交流を促進。また学生の相互交流を行い、学生を積極的に海外研修に派遣。派遣先の学生の受け入れも行っている。
 アメリカ合衆国
- ニューヨーク州立大学バッファロー校
- カリフォルニア大学ロサンゼルス校
- テキサス大学サンアントニオ校
- アラバマ州立大学バーミングハム校

 メキシコ
- メキシコ州立自治大学

 カナダ
- ケベック大学モントリオール校

 中国
- 北京大学口腔医学院
- 第四軍医大学

 台湾（中華民国）
- 中山医学大学

 韓国
- 大邱科学大学校

 フィリピン
- オカンポ大学

 ドイツ
- フンボルト大学ベルリン

 イタリア
- シエナ大学

 フィンランド
- トゥルク大学

 オーストラリア
- セントラルクイーンズランド大学（CQU）

 南アフリカ共和国
- ウェスタンケープ大学（英語: University of the Western Cape）歯学部[2]:学術交流協定

## 国家試験合格実績
| 歯科医師国家試験        | 歯科医師国家試験 | 歯科医師国家試験 | 歯科医師国家試験 | 歯科医師国家試験   | 歯科医師国家試験   | 歯科医師国家試験   | 歯科医師国家試験 |
|                         | うち新卒         | うち新卒         | うち新卒         | 総数（既卒者含む） | 総数（既卒者含む） | 総数（既卒者含む） | 全国平均         |
|                         | 受験者数         | 合格者数         | 合格率（％）     | 受験者数           | 合格者数           | 合格率（％）       | 全国平均（％）   |
| ----------------------- | ---------------- | ---------------- | ---------------- | ------------------ | ------------------ | ------------------ | ---------------- |
| 2020年度実施（第113回） | 73               | 70               | 95.9             | 192                | 118                | 61.5               | 65.6             |
| 2019年度実施（第112回） | 95               | 70               | 73.7             | 224                | 109                | 48.7               | 63.7             |
| 2018年度実施（第111回） | 100              | 72               | 72.0             | 217                | 123                | 56.7               | 64.5             |
| 2017年度実施（第110回） | 76               | 50               | 65.8             | 178                | 87                 | 48.9               | 65.0             |
| 2016年度実施（第109回） | 77               | 46               | 59.7             | 156                | 75                 | 48.1               | 63.6             |

| 看護師国家試験          | 看護師国家試験 | 看護師国家試験 | 看護師国家試験 | 看護師国家試験     | 看護師国家試験     | 看護師国家試験     | 看護師国家試験 |
|                         | うち新卒       | うち新卒       | うち新卒       | 総数（既卒者含む） | 総数（既卒者含む） | 総数（既卒者含む） |                |
|                         | 受験者数       | 合格者数       | 合格率（％）   | 受験者数           | 合格者数           | 合格率（％）       | 全国平均（％） |
| ----------------------- | -------------- | -------------- | -------------- | ------------------ | ------------------ | ------------------ | -------------- |
| 2020年度実施（第109回） | 61             | 61             | 100.0          | 63                 | 62                 | 98.4               | 89.2           |
| 2019年度実施（第108回） | 76             | 74             | 97.4           | 79                 | 74                 | 93.7               | 89.3           |
| 2018度実施（第107回）   | 79             | 75             | 94.9           | 79                 | 75                 | 94.9               | 91.0           |

## 日商簿記甲子園
- 朝日大学は、日本商工会議所が2024年度から開催する第1回全国高等学校日商簿記選手権大会（日商簿記甲子園：日商簿記検定施行70周年記念事業）[11]を実施協力し、商業高等学校等の高校生を支援している。

## 大学関係者

### 教員
- 大友克之 - 朝日大学学長
- 三原憲三 - 朝日大学客員教授。元朝日大学理事
- 長坂信夫 - 元学長
- 佐藤弘道 - 客員教授。 タレント、親子体操教室主宰、博士（医学）
- 室伏由佳 - 客員准教授。アテネ五輪女子ハンマー投げ日本代表
- 藤田明宏 - 教職課程センター講師、朝日大学硬式野球部監督

### 元教員
- 丹羽金一郎 - 名誉教授、元歯学部教授（歯科矯正学講座）
- 髙森八四郎 - 名誉教授、元法学部教授。元日本私法学会理事
- 竹内宏 - 名誉教授、元歯学部教授、元朝日大学副学長
- 長坂信夫 - 元朝日大学学長、元広島大学歯学部長

## 主な出身者

### 野球
- 山田潤 - 元プロ野球選手（西武ライオンズ、広島東洋カープ）。現東北楽天ゴールデンイーグルススカウト。
- 松澤裕介 - 元プロ野球選手（読売ジャイアンツ）
- 鎌田将吾 - 日本新薬硬式野球部監督

### ラグビー
- シオネ・ヴァイラヌ - ラグビー選手（トンガ代表、サラセンズ→ワスプス）
- 酒井亮八 - ラグビー選手（横河武蔵野アトラスターズ）
- 坂本椋矢 - ラグビー選手（日野レッドドルフィンズ）
- 金城佑 - 元ラグビー選手（元宗像サニックスブルース）
- 阿久田健策 - ラグビー選手（三菱重工相模原ダイナボアーズ）
- 中川大毅 - ラグビー選手(日野レッドドルフィンズ)
- 重信滉史郎 - ラグビー選手(マツダスカイアクティブズ広島
- 渡部雄大 - ラグビー選手(マツダスカイアクティブズ広島)

### 相撲
- 徳真鵬元久 - 元大相撲力士
- 碧天大市 - 大相撲力士
- 稲葉丸一揆 - 元大相撲力士
- 福の花修司 - 元大相撲力士
- 魁禅拓海 - 大相撲力士

### 競輪
- 小原佑太
- 松本貴治
- 明珍裕子

### ハンドボール
- 津山弘也 - 日本ハンドボールリーグ選手（トヨタ紡織九州）
- 中川智規 - 日本ハンドボールリーグ選手(琉球コラソン)

### 卓球
• 英田理志 - 卓球Tリーグ選手（T.T彩たま）

### フェンシング
- 中山セイラ - フェンシング選手（ロンドン五輪日本代表）
- 辻すみれ - フェンシング選手
- 田村紀佳（英語版） - フェンシング選手(東京五輪日本代表)

### 芸能
- 尾崎裕大 - タレント、DJ
- 杉山裕太郎 - 歌手

### 政治・行政・経済・産業・その他
- 竹内啓 - 大東建託株式会社代表取締役社長
- 後藤友紀 - 岐阜県岐南町長(専門卒)
- 渡部茂 - 明海大学教授、イグ・ノーベル賞受賞
- 宮本泰和 - 日本臨床歯周病学会理事長
- 岡田隆夫 - 大阪歯科大学臨床講師、アース製薬モンダミン専任アドバイザー
- 堀泰典 - 博士（医学・歯学・薬学）、島根県奥出雲町初代最高名誉顧問、島根県雲南市初代特別名誉顧問、元昭和大学医学部客員教授、昭和大学薬学部客員教授、国際NGO国連支援交流協会最高顧問

## 関連校
- 朝日大学歯科衛生士専門学校